# 新泉县
新泉县（1932年2月—1934年6月）是中华苏维埃共和国福建省的一个县。
1932年2月，由中央革命根据地的汀连县部分地析置，治新泉（今福建省龙岩市连城县新泉镇）。1934年6月，与上杭县合并为新杭县。